# Original-Krieger
Original-Krieger is een historisch merk van motorfietsen.
Gebr. Krieger, Suhl in Thüringen (1925-1926). 
Nadat het merk KG door Allright overgenomen werd begonnen de gebroeders Peter, Oskar en Max Krieger hun eigen merk Original-Krieger, dat ook als Krieger en K-2 bekend was. Ook Franz Gnädig begon voor zichzelf (zie Gnädig), voordat hij naar Kühne en Diamant ging. De Original-Krieger had een 347 cc Blackburne-zijklepmotor, maar kon het commerciële succes van de KG niet evenaren.